# Morum
Morum is een geslacht van weekdieren uit de klasse van de Gastropoda (slakken).

## Soorten
- Morum amabile Shikama, 1973
- Morum bayeri Petuch, 2001
- Morum berschaueri Petuch & R. F. Myers, 2015
- Morum bruuni (Powell, 1958)
- Morum cancellatum (G. B. Sowerby I, 1825)
- Morum clatratum Bouchet, 2002
- Morum dennisoni (Reeve, 1842)
- Morum exquisitum (A. Adams & Reeve, 1848)
- Morum fatimae Poppe & Brulet, 1999
- Morum finlayi (Laws, 1932) †
- Morum grande (A. Adams, 1855)
- Morum harpaforme Powell & Bartrum, 1929 †
- Morum inerme Lorenz, 2014
- Morum janae D. Monsecour & Lorenz, 2011
- Morum joelgreenei Emerson, 1981
- Morum kurzi Petuch, 1979
- Morum lindae Petuch, 1987
- Morum lorenzi D. Monsecour, 2011
- Morum macandrewi (G. B. Sowerby III, 1889)
- Morum macdonaldi Emerson, 1981
- Morum matthewsi Emerson, 1967
- Morum ninomiyai Emerson, 1986
- Morum oniscus (Linnaeus, 1767)
- Morum ponderosum (Hanley, 1858)
- Morum praeclarum Melvill, 1919
- Morum purpureum Röding, 1798
- Morum roseum Bouchet, 2002
- Morum strombiforme (Reeve, 1842)
- Morum teramachii Kuroda & Habe, 1961
- Morum tuberculosum (Reeve, 1842)
- Morum uchiyamai Kuroda & Habe, 1961
- Morum veleroae Emerson, 1968
- Morum vicdani Emerson, 1995
- Morum watanabei Kosuge, 1981
- Morum watsoni Dance & Emerson, 1967